# Baur
För andra betydelser, se Baur (olika betydelser).
Baur, karossbyggare i Stuttgart, Tyskland
Baur var tidigare kända för sin tillverkning av cabriolet-modeller för BMW. Företaget fick även uppdraget att tillverka supersportbilen BMW M1. BMW har numera egen tillverkning av 3-seriens cabrioletversion.

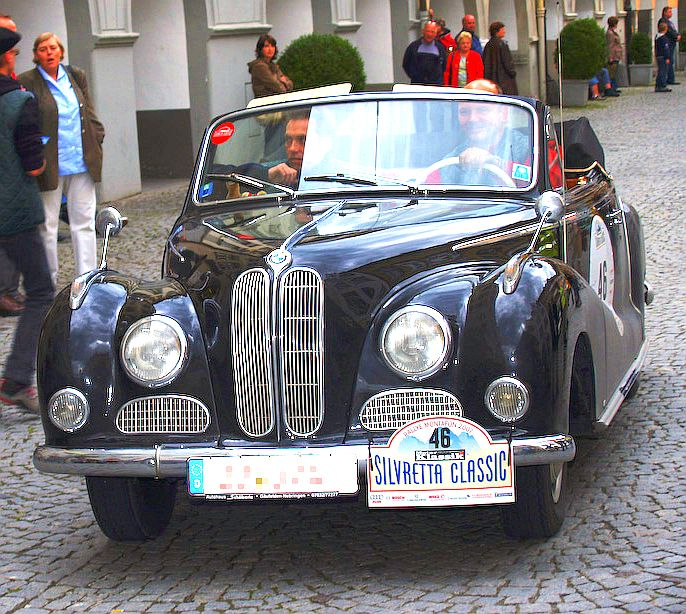
BMW 502 Baur 1955
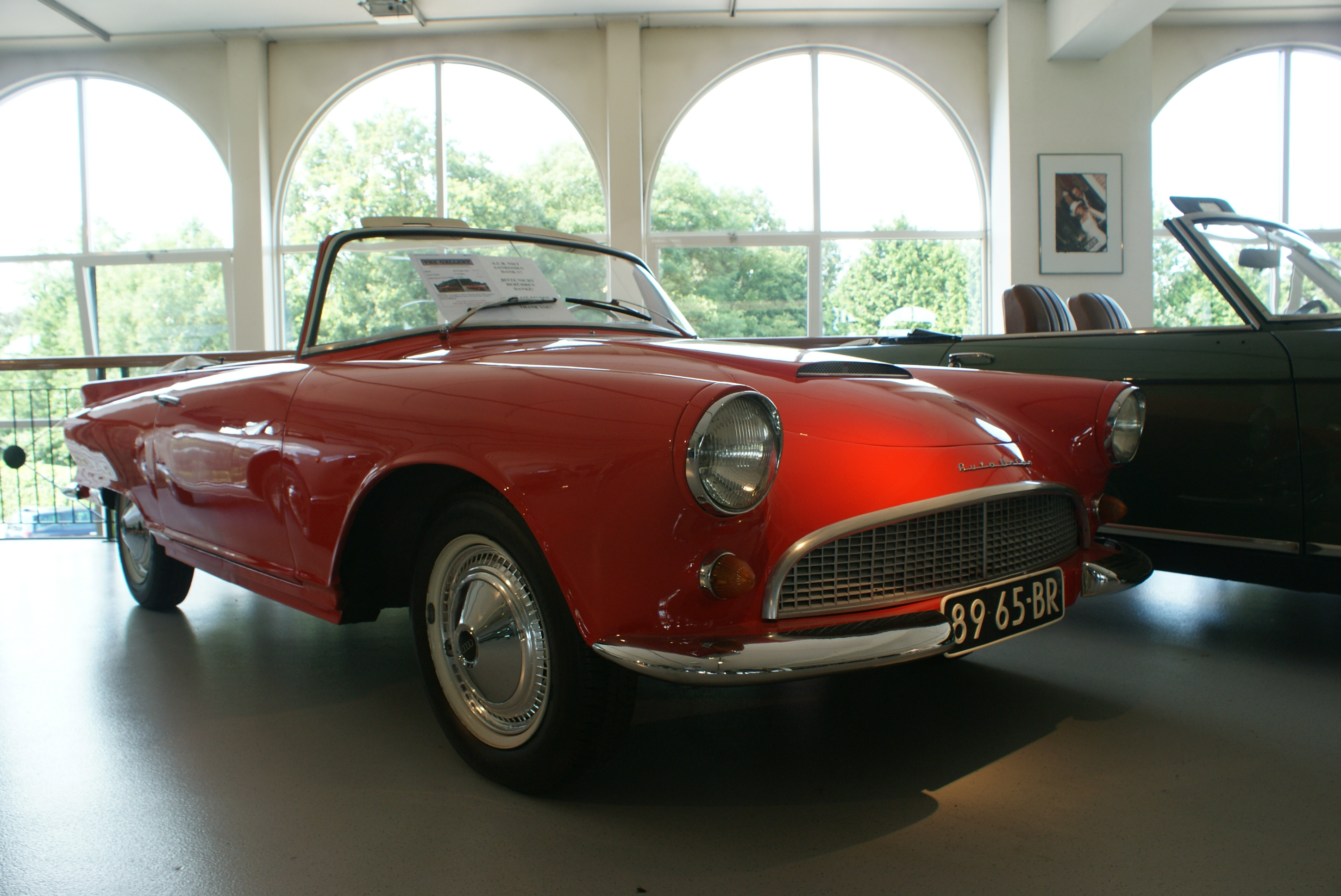
Auto Union 1000
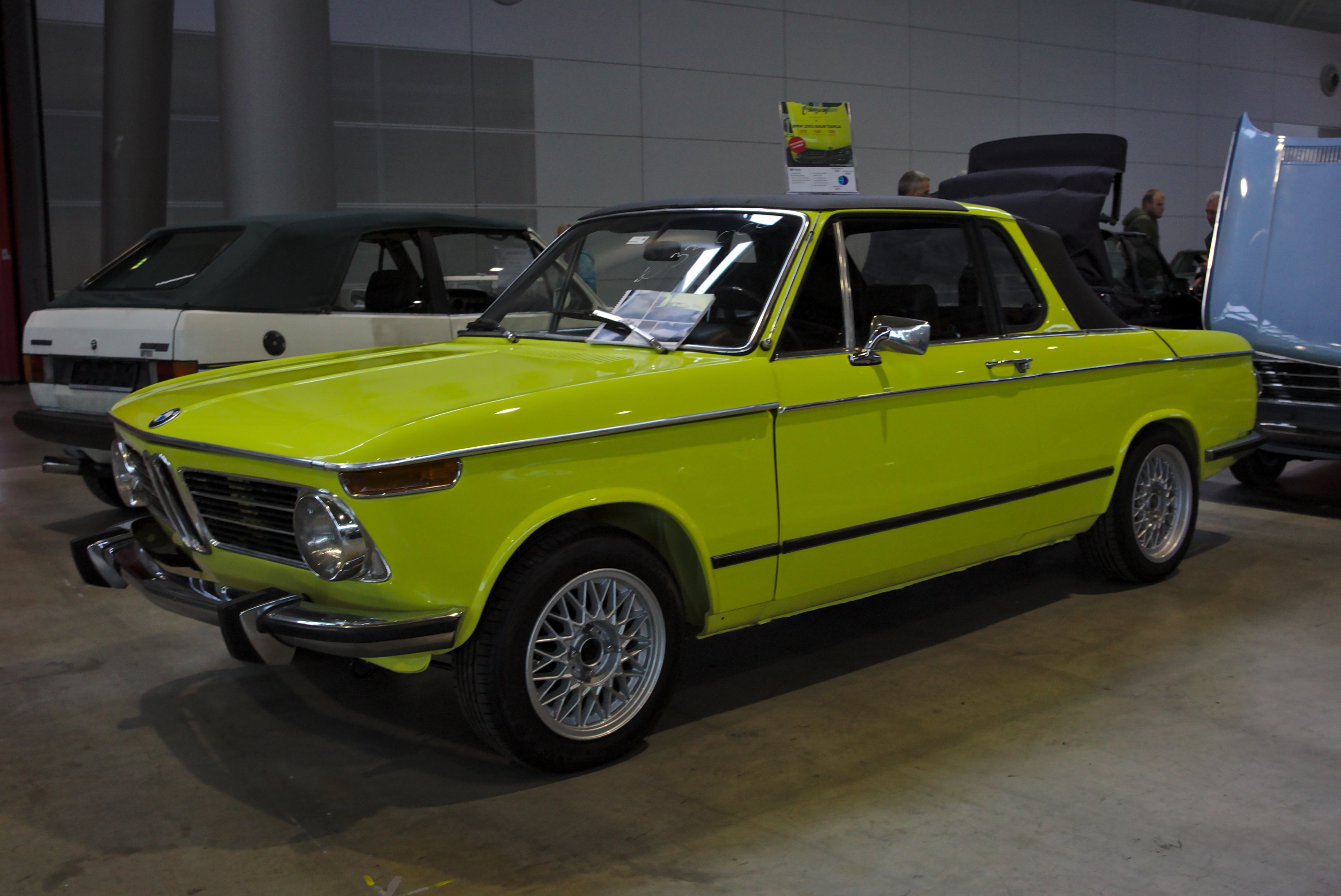
BMW 02 Baur-Cabrio

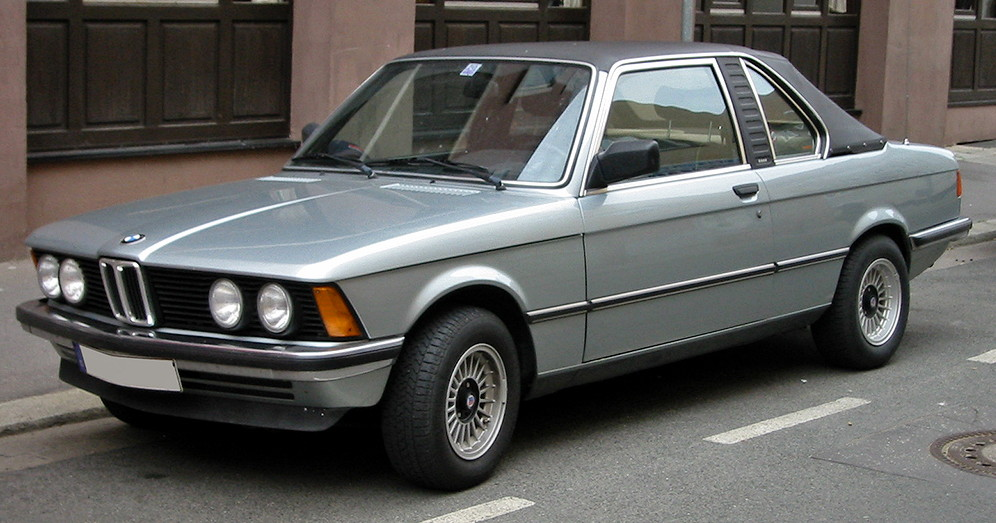
Baur-Cabrio TC1
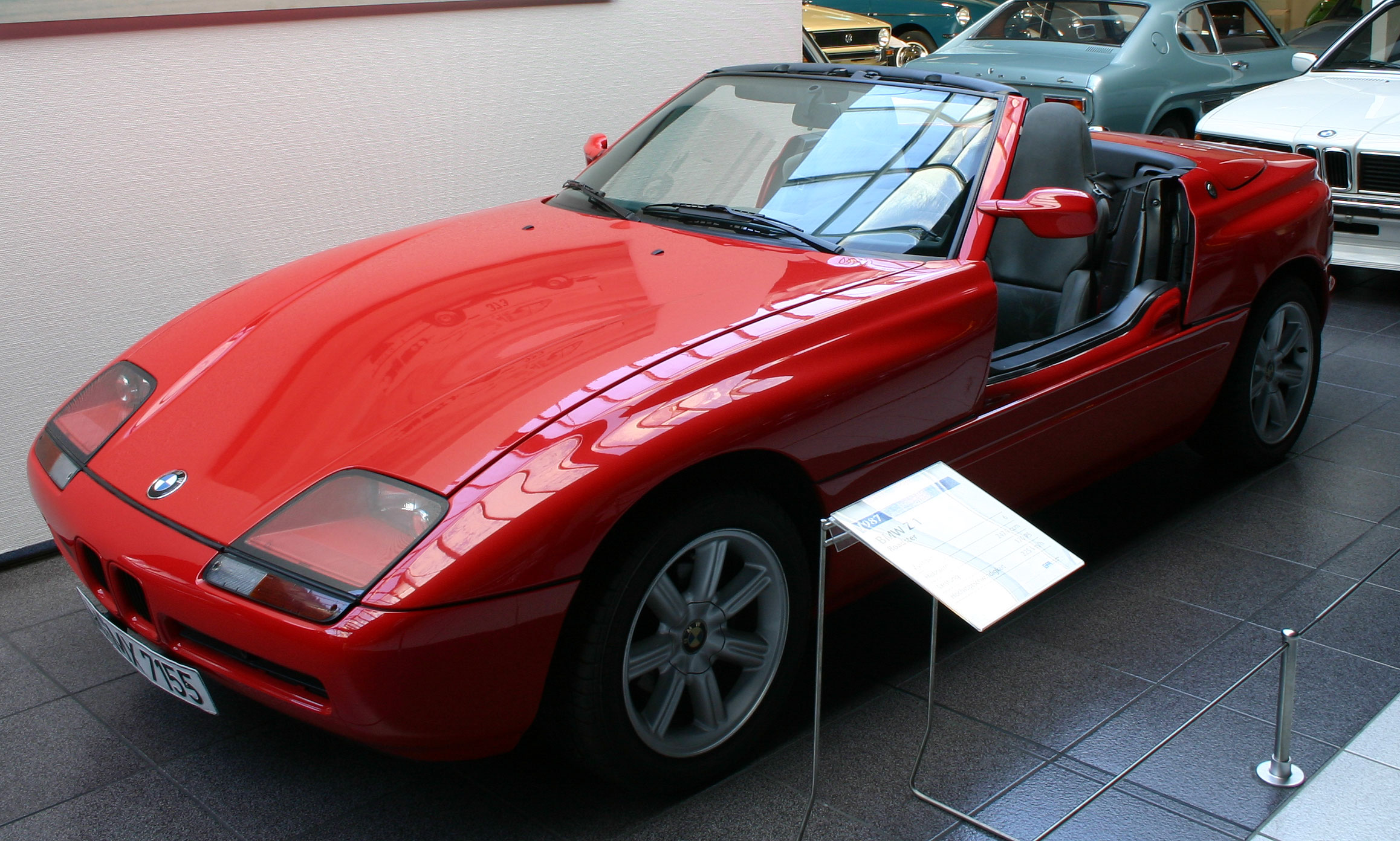
BMW Z1
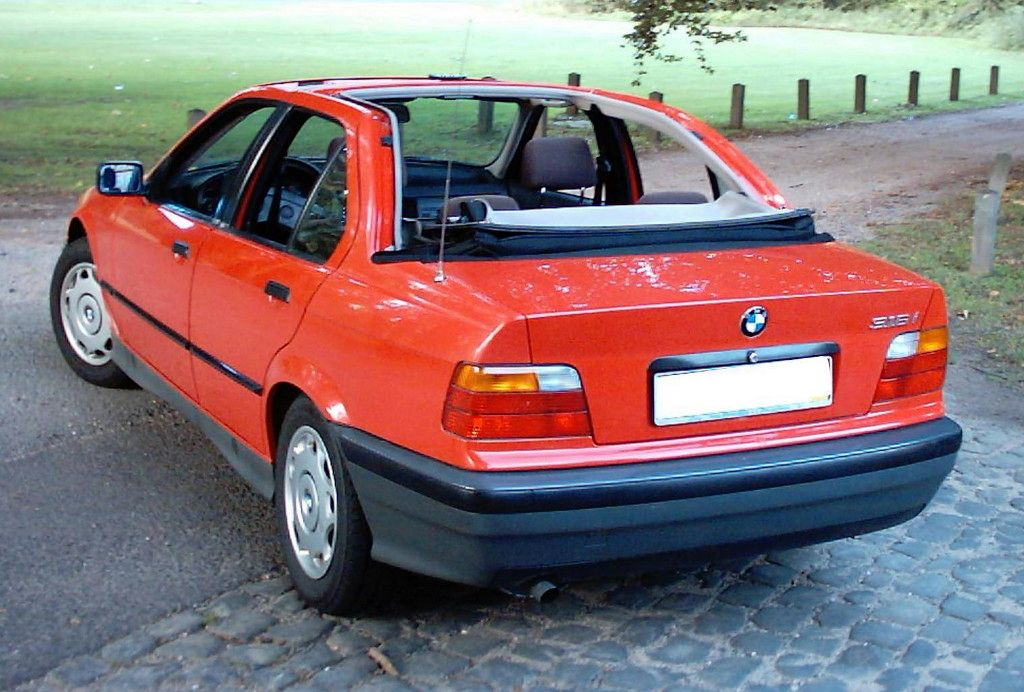
Baur TC4